# Быковское городское поселение
Быковское городское поселение — муниципальное образование (городское поселение) в Быковском муниципальном районе Волгоградской области. Административный центр — посёлок городского типа Быково.

## География
Расположено в севереной части Быковского района, на западе омывается Волгоградским водохранилищем.
Площадь городского поселения составляет 11 918 гектар, из которых 7933 га (по состоянию на 2008 год) приходится на сельхозугодья и 875 га занимает застройка (по состоянию на 2008 год).
Граничит:
- на юге — с Побединским сельским поселением;
- на юго-востоке — с Александровским сельским поселением;
- на севере и севостоке — с Кисловским сельским поселением;
- на западе — с Камышинским и Дубовским районами[1].

## Население
| 2009  | 2010  | 2012  | 2013  | 2014  | 2015  | 2016  |
| ----- | ----- | ----- | ----- | ----- | ----- | ----- |
| 8440  | ↘8226 | ↗8314 | ↗8323 | ↗8393 | ↘8359 | ↘8283 |
| 2017  | 2018  | 2019  | 2020  | 2021  |       |       |
| ↘8194 | ↘8043 | ↘7894 | ↘7799 | ↘7693 |       |       |

## Состав городского поселения
| № | Населённый пункт | Тип населённого пункта      | Население |
| - | ---------------- | --------------------------- | --------- |
| 1 | Быково           | пгт, административный центр | ↘7142     |
| 2 | Раздолье         | посёлок                     | 344       |
| 3 | Солянка          | хутор                       | 163       |

## Администрация
Глава — Сергиенко Виталий Викторович (c 11 октября 2009 года);

Телефон/факс: 8(84495) 3-16-67

Адрес администрации: 404062, Волгоградская область, Быковский район, р. п. Быково, ул. Советская, 65.

e-mail: admbykovo@mail.ru

Сайт: http://admbikovo.ucoz.ru

## Транспорт
Территорию городского поселения пересекает в направлении северо-восток↔юго-запад автомобильная дорога регионального значения Р226.